# Ciptamargi
Ciptamargi is een bestuurslaag in het regentschap Karawang van de provincie West-Java, Indonesië. Ciptamargi telt 5553 inwoners (volkstelling 2010).